# Élections fédérales canadiennes de 1958
L'élection fédérale canadienne de 1958, la vingt-quatrième élection générale depuis la confédération canadienne de 1867, se déroule le 31 mars 1958 dans le but d'élire les députés de la vingt-quatrième législature à la Chambre des communes du Canada, seulement 9 mois après l'élection précédente. Elle transforme le gouvernement minoritaire progressiste-conservateur du premier ministre John Diefenbaker en la plus grosse majorité parlementaire jusqu'alors dans l'histoire du Canada.

## Contexte
Diefenbaker déclenche une élection anticipée et tire profit de deux facteurs :
- Le Parti libéral venait tout juste d'élire un nouveau chef, Lester B. Pearson, qui avait fait un discours malavisé à la Chambre des communes exigeant que Diefenbaker rende le pouvoir aux libéraux sans passer par une élection à cause de la récession économique récente. Diefenbaker, furieux, réplique en brandissant un document secret produit par le précédent gouvernement libéral qui prédisait la récession économique. C'était tout le contraire des promesses du Parti libéral lors de l'élection de 1957, ce qui assure que l'étiquette de l'arrogance collerait à la peau du Parti libéral.
- Un revirement au Québec : le Québec était prédominamment libéral depuis la Crise de la conscription de 1917, mais après la démission de l'ancien premier ministre Louis St-Laurent, il n'y avait aucun Québécois sur la scène fédérale prêt à porter le flambeau, et la province est ouverte à de nouvelles options. Diefenbaker emprunte la machine électorale de l'Union nationale, le parti du premier ministre québécois Maurice Duplessis, permettant aux progressistes-conservateurs de balayer ce qui avait été un bastion libéral depuis plus d'une génération.

## Résultats

### dans le pays
|                                                                                 |                                       |                                       |                     |        |        |         |               |          |          |
| Parti                                                                           | Parti                                 | Chef                                  | Nombre de candidats | Sièges | Sièges | Sièges  | Voix          | Voix     | Voix     |
| Parti                                                                           | Parti                                 | Chef                                  | Nombre de candidats | 1957   | Élus   | % Diff. | Nombre absolu | %        | % Diff.  |
|                                                                                 | Progressiste-conservateur             | John Diefenbaker                      | 265                 | 111    | 208    | +87,4 % | 3 908 633     | 53,66 %  | +14,85 % |
|                                                                                 | Libéral                               | Lester B. Pearson                     | 264                 | 104    | 48     | -53,8 % | 2 432 953     | 33,40 %  | -7,35 %  |
|                                                                                 | Social démocratique                   | M. J. Coldwell                        | 169                 | 25     | 8      | -68,0 % | 692 668       | 9,51 %   | -1,20 %  |
|                                                                                 | Libéral-travailliste                  | Libéral-travailliste                  | 1                   | 1      | 1      | -       | 11 956        | 0,16 %   | -        |
|                                                                                 | Crédit social                         | Solon Low                             | 82                  | 19     | -      | -       | 188 356       | 2,59 %   | -3,99 %  |
|                                                                                 | Indépendant                           | Indépendant                           | 9                   | 2      | -      | -       | 14 211        | 0,20 %   | -0,87 %  |
|                                                                                 | Libéral indépendant                   | Libéral indépendant                   | 10                  | 2      | -      | -       | 12 054        | 0,17 %   | -1,25 %  |
|                                                                                 | Ouvrier progressiste                  | Tim Buck                              | 18                  | -      | -      | -       | 9 769         | 0,13 %   | +0,02 %  |
|                                                                                 | Candidats des électeurs               | Réal Caouette                         | 1                   | -      | -      | -       | 8 276         | 0,11 %   | -0,01 %  |
|                                                                                 | Progressiste-conservateur indépendant | Progressiste-conservateur indépendant | 5                   | 1      | -      | -100 %  | 2 097         | 0,03 %   | -0,19 %  |
|                                                                                 | Socialiste                            | Socialiste                            | 2                   | *      | -      | *       | 1 113         | 0,02 %   | *        |
|                                                                                 | Capital familial                      | Henri-Georges Grenier                 | 1                   | *      | -      | *       | 968           | 0,01 %   | *        |
|                                                                                 | Radical chrétien                      | Radical chrétien                      | 1                   | *      | -      | *       | 687           | 0,01 %   | *        |
|                                                                                 | Crédit social indépendant             | Crédit social indépendant             | 1                   | -      | -      | -       | 361           | x        | -0,04 %  |
|                                                                                 | Ouvrier canadien                      | Ouvrier canadien                      | 1                   | *      | -      | *       | 243           | x        | *        |
|                                                                                 | Conservateur indépendant              | Conservateur indépendant              | 1                   | *      | -      | *       | 122           | x        | *        |
| Total                                                                           | Total                                 | Total                                 | 831                 | 265    | 265    | -       | 7 284 467     | 100,00 % |          |
| Sources : http://www.elections.ca — Historique des circonscriptions depuis 1867 |                                       |                                       |                     |        |        |         |               |          |          |

Notes :
- * : n'a pas présenté de candidats lors de l'élection précédente
- x : moins de 0,005 % des voix

### Par province
| Parti                                 | Parti                     | Parti      | C-B  | AB   | SK   | MB   | ON   | QC   | N-B  | N-É  | ÎPE  | TNL  | TNO  | YK   | Total |
| ------------------------------------- | ------------------------- | ---------- | ---- | ---- | ---- | ---- | ---- | ---- | ---- | ---- | ---- | ---- | ---- | ---- | ----- |
|                                       | Progressiste-conservateur | Sièges :   | 18   | 17   | 16   | 14   | 67   | 50   | 7    | 12   | 4    | 2    | 1    | -    | 208   |
|                                       | Progressiste-conservateur | Voix (%) : | 49,4 | 59,9 | 51,4 | 56,7 | 56,4 | 49,6 | 54,1 | 57,0 | 62,2 | 45,2 | 54,5 | 42,8 | 53,7  |
|                                       | Libéral                   | Sièges :   | -    | -    | -    | -    | 14   | 25   | 3    | -    | -    | 5    | -    | 1    | 48    |
|                                       | Libéral                   | Voix (%) : | 16,1 | 13,7 | 19,6 | 21,6 | 32,1 | 45,6 | 43,4 | 38,4 | 37,5 | 54,4 | 43,3 | 57,2 | 33,4  |
|                                       | Social démocratique       | Sièges :   | 4    | -    | 1    | -    | 3    | -    | -    | -    | -    | -    |      |      | 8     |
|                                       | Social démocratique       | Voix (%) : | 24,5 | 4,4  | 28,4 | 19,6 | 10,5 | 2,3  | 1,8  | 4,5  | 0,3  | 0,2  |      |      | 9,5   |
|                                       | Libéral-travailliste      | Sièges :   |      |      |      |      | 1    |      |      |      |      |      |      |      | 1     |
|                                       | Libéral-travailliste      | Voix (%) : |      |      |      |      | 0,5  |      |      |      |      |      |      |      | 0,2   |
| Total sièges                          | Total sièges              |            | 22   | 17   | 17   | 14   | 85   | 75   | 10   | 12   | 4    | 7    | 1    | 1    | 265   |
| Partis n'ayant remporté aucun siège : |                           |            |      |      |      |      |      |      |      |      |      |      |      |      |       |
|                                       | Crédit social             | Voix (%) : | 9,6  | 21,6 | 0,4  | 1,8  | 0,3  | 0,6  | 0,7  |      |      |      |      |      | 2,6   |
|                                       | Indépendant               | Voix (%) : |      |      | xx   | xx   | 0,1  | 0,6  |      |      |      |      |      |      | 0,2   |
|                                       | Libéral indépendant       | Voix (%) : |      |      |      |      |      | 0,6  |      |      |      | 0,2  |      |      | 0,2   |
|                                       | Ouvrier progressiste      | Voix (%) : | 0,4  | 0,3  | 0,1  | 0,4  | 0,1  | 0,1  |      |      |      |      |      |      | 0,1   |
|                                       | Candidats des électeurs   | Voix (%) : |      |      |      |      |      | 0,4  |      |      |      |      |      |      | 0,1   |
|                                       | PC indépendant            | Voix (%) : |      | 0,1  |      |      | 0,1  |      |      |      |      |      |      |      | xx    |
|                                       | Socialiste                | Voix (%) : |      |      |      |      | xx   | xx   |      |      |      |      |      |      | xx    |
|                                       | Capital familial          | Voix (%) : |      |      |      |      |      | xx   |      |      |      |      |      |      | xx    |
|                                       | Radical chrétien          | Voix (%) : |      |      |      |      |      | xx   |      |      |      |      |      |      | xx    |
|                                       | Crédit social indépendant | Voix (%) : |      | 0,1  |      |      |      |      |      |      |      |      |      |      | xx    |
|                                       | Ouvrier canadien          | Vote (%):  |      |      |      |      |      | xx   |      |      |      |      |      |      | xx    |
|                                       | Conservateur indépendant  | Voix (%) : |      |      |      |      |      |      |      |      |      |      | 2,3  |      | xx    |

xx : moins de 0,05 % des voix